# Chilekommittén
Chilekommittén (en español, "Comité Chile" o "Comité de Chile en Suecia") fue una organización sueca, dedicada a la solidaridad con Chile. Fue un movimiento socialista y antiimperialista no partidista. En 1977, la organización contaba con 110 grupos locales en todo el país, de los cuales 38 se encontraban en Estocolmo. Stieg Larsson estimó que unas 35.000 personas fueron miembros del Chilekommittén en algún momento de su historia. El Comité publicó Chile-bulletinen ("El Boletín de Chile").

## Inicios
La organización se fundó en 1971, como Comité Sueco de Solidaridad con el Gobierno del Frente Popular en Chile (en sueco: Svenska Solidaritetskommittén för Folkfrontsregeringen i Chile). La organización llevó a cabo actividades de promoción en apoyo de las reformas del gobierno de la Unidad Popular de Salvador Allende. El núcleo fundador del Comité estaba formado por latinoamericanos, españoles y un puñado de suecos. Unos meses más tarde, la composición del Comité eran predominantemente sueca. El Comité se reunía en el Club de los Cronopios, asociación de emigrados republicanos españoles. A lo largo de 1972 el Comité hizo campaña a favor de la nacionalización de las minas de cobre en Chile.

## El golpe de 1973
Antes del golpe de Estado de 1973 en Chile, Chile-bulletinen presentaba un punto de vista optimista sobre las posibilidades de lograr el socialismo en Chile. Sin embargo, se discutían los rumores sobre un inminente golpe de Estado contra Allende. Inmediatamente después del golpe de Estado, Chile-bulletinen argumentó que el golpe fue producto de las reformas del gobierno de Allende, y que había sido un error por parte del gobierno confiar en alianzas con sectores de clase media en lugar de empoderar a los estratos más oprimidos. Justo antes del golpe, Chilekommittén contaba con cientos de activistas en grupos locales en todo el país. Como reacción al golpe, la organización creció rápidamente. En un mes, Chilekommittén contaba con 70 grupos locales.
El primer congreso del Chilekommittén se realizó en diciembre de 1973, con 60 grupos locales representados. Ese mismo mes, el embajador de Suecia en Chile, Harald Edelstam, fue declarado persona non grata por sus acciones humanitarias.

## Refugiados
Chilekommittén hizo campaña por el derecho de asilo de los refugiados chilenos en Suecia, con protestas en la Autoridad de Inmigración, el Aeropuerto de Arlanda, huelgas de hambre, etc. En particular, el abogado Hans Göran Franck ayudó a muchos refugiados a obtener el estatuto de asilo.
Los exiliados chilenos, aunque seguían siendo una minoría dentro del movimiento, se unieron al Chilekommittén en cantidades significativas. Entre los integrantes chilenos había varios simpatizantes del MIR.

## Presos políticos
Inmediatamente después del golpe de 1973, el Chilekommittén comenzó a movilizarse a favor de los presos políticos en Chile. Se creó un grupo de trabajo sobre cuestiones relacionadas con los presos. El grupo de trabajo recopiló información sobre la situación de los presos políticos. A través del grupo de trabajo sobre presos, se asignó a grupos locales del Chilekommittén y sindicatos locales la tarea de seguir los casos de presos individuales, escribiendo cartas al poder judicial y a los medios de comunicación chilenos.

## Campañas de boicot
En respuesta a una solicitud de la central sindical chilena CUT, Chilekommittén propagó boicots a las importaciones chilenas, argumentando que el comercio con Chile fortalecía a la junta militar. Chilekommittén también se opuso a las actividades económicas de las corporaciones suecas en Chile.

## Recaudación de fondos
Chilekommittén apoyó económicamente a los partidos de izquierda y a los sindicatos chilenos. La organización también financió algunos proyectos sociales y educativos en zonas urbanas pobres de Chile.

## Actividades culturales
Chilekommittén organizó numerosos eventos culturales, Chile-bullentinen publicó a menudo reportajes sobre cómo los exiliados chilenos cantaban canciones en las reuniones del movimiento. La organización publicó libros y organizó conciertos y representaciones teatrales. En 1974 el Comité publicó un álbum de Jan Hammarlund, interpretando canciones de Violeta Parra.

## Perfil político
En cierto modo, el trabajo del Chilekommittén canalizó parte del activismo que se había manifestado en los Grupos Unidos del FNL (FNL-grupperna, en sueco). El movimiento de solidaridad con Vietnam tuvo un profundo impacto en la sociedad sueca, pero una vez que Estados Unidos firmó un tratado de paz y se retiró de la guerra, algunos de los activistas suecos de Vietnam se unieron al Chilekommittén. Sin embargo, el activismo solidario con Chile nunca alcanzó la misma magnitud que el movimiento de solidaridad con Vietnam. La estructura organizativa y el perfil del Chilekommittén imitaban al FNL-grupperna, pero Chilekommittén criticaba la hegemonía del Partido Comunista de Suecia (SKP) en este último.
Dentro del Chilekommittén cohabitaban diferentes tendencias políticas. En el primer congreso de la organización estuvieron presentes dos tendencias; el Partido Comunista de Izquierda/Juventud Comunista (VPK/KU) y la Liga Marxista Revolucionaria (RMF, más tarde rebautizada como Liga Comunista de Trabajadores, KAF). Algunos miembros del SKP también estuvieron presentes (el SKP, sin embargo, no respaldó a Chilekommittén y luego lanzaría su propio movimiento de apoyo al Partido Comunista Revolucionario de Chile y su Frente Popular). A mediados de la década de 1970, las principales tendencias políticas en Chilekommittén eran VPK, KAF y Förbundet KOMMUNIST (que apoyaba al MIR chileno). También estuvo presente el Förbundet Arbetarmakt .

## Vínculos con otros movimientos solidarios
En 1974, Chilekommittén, FNL-grupperna, el Grupo Africano de Estocolmo, el Grupo Palestino de Estocolmo y la Asociación Sueco-Cubana organizaron una semana de campaña antiimperialista conjunta. La semana de campaña llevó el lema "¡Chile - Angola - Palestina - Vietnam, el mismo enemigo, la misma lucha!".
En junio de 1975, el Chilekommittén organizó en Estocolmo una conferencia europea para boicotear la dictadura militar en Chile, con la participación de movimientos de solidaridad de toda Europa.
Hacia finales de la década de 1970, la organización comenzó a realizar labores de incidencia política sobre la situación en Argentina, El Salvador y Nicaragua. A finales de los años 70 y durante los 80 establecieron una fuerte colaboración con diferentes asociaciones chilenas en Suecia, debido al elevado número de refugiados.

## Protestas del partido de Bastad de 1975
Chilekommittén movilizó protestas contra el partido de Copa Davis en Bastad en 1975, cuando Suecia jugó contra Chile. La convocatoria a la protesta se realizó el 30 de julio de 1975. El lema de las protestas fue Stoppa Matchen! ("¡Paren el partido!"). Miles de personas participaron en la protesta. Cientos de globos con nombres de presos políticos fueron soltados en las inmediaciones del lugar del partido. A través de comentaristas deportivos chilenos presentes en el lugar, las noticias sobre las protestas llegaron a Chile. Se editó un número especial del Chile-bulletinen para las protestas, con una tirada de 20.000 ejemplares.

## Protestas contra el BID
Las elecciones parlamentarias de 1976 en Suecia fueron ganadas por la coalición de centroderecha. Después de las elecciones, el nuevo gobierno solicitó el ingreso de Suecia en el Banco Interamericano de Desarrollo (BID, una institución vinculada a Estados Unidos que había reducido la ayuda durante el gobierno de Allende y había aumentado la financiación a Chile tras el golpe). Chilekommittén inició una campaña contra la adhesión sueca en el BID. El llamamiento de Chilekommittén fue firmado por la Liga Juvenil del Partido Popular, la Juventud del Partido de Centro y la Juventud Comunista. La Liga Juvenil Socialdemócrata Sueca emitió una protesta propia por separado.

## Protestas por el Premio Nobel de Economía de 1976
La organización protestó contra la concesión del Premio Nobel de Ciencias Económicas de 1976 a Milton Friedman. En el discurso de la organización, Friedman fue vinculado a la junta militar de Chile. Se organizó una rueda de prensa y se movilizó una protesta en Estocolmo la víspera de la entrega del premio. Cuarenta organizaciones apoyaron las protestas contra la concesión del premio a Friedman.

## Disolución
En respuesta al proceso de democratización que estaba teniendo lugar en Chile, el Chilekommittén se disolvió en 1991. La decisión de disolver la organización se tomó en una asamblea anual celebrada en septiembre de 1991. La asamblea decidió que todos los bienes de la organización serían transferidos a presos políticos y organizaciones de derechos humanos en Chile.